# العلاقات الإندونيسية اللاوسية
العلاقات الإندونيسية اللاوسية هي العلاقات الثنائية التي تجمع بين إندونيسيا ولاوس.

## مقارنة بين البلدين
هذه مقارنة عامة ومرجعية للدولتين:
| وجه المقارنة                                              | إندونيسيا         | لاوس        |
| --------------------------------------------------------- | ----------------- | ----------- |
| المساحة (كم2)                                             | 1.90 مليون        | 236.80 ألف  |
| عدد السكان (نسمة)                                         | 263.99 مليون      | 6.86 مليون  |
| الكثافة السكانية (ن./كم²)                                 | 138.94            | 28.97       |
| العاصمة                                                   | جاكرتا            | فيينتيان    |
| اللغة الرسمية                                             | اللغة الإندونيسية | اللغة اللاو |
| العملة                                                    | روبية إندونيسية   | كيب لاوي    |
| الناتج المحلي الإجمالي (بليون دولار)                      | 1.02 تريليون      | 16.85 مليار |
| الناتج المحلي الإجمالي (تعادل القوة الشرائية) بليون دولار | 2.85 تريليون      | 38.71 مليار |
| الناتج المحلي الإجمالي الاسمي للفرد دولار أمريكي          | 3.35 ألف          | 1.82 ألف    |
| الناتج المحلي الإجمالي للفرد دولار أمريكي                 | 10.52 ألف         |             |
| مؤشر التنمية البشرية                                      | 0.684             | 0.575       |
| رمز المكالمات الدولي                                      | +62               | +856        |
| رمز الإنترنت                                              | .id               | .la         |
| المنطقة الزمنية                                           |                   | ت ع م+07:00 |

## مدن متوأمة
في ما يلي قائمة باتفاقيات التوأمة بين مدن إندونيسية ولاوسية:
- ترتبط شيريبون مع فيينتيان باتفاقية توأمة.

## منظمات دولية مشتركة
يشترك البلدان في عضوية مجموعة من المنظمات الدولية، منها:
| علم المنظمة | اسم المنظمة                        | تاريخ انضمام إندونيسيا | تاريخ انضمام لاوس |
| ----------- | ---------------------------------- | ---------------------- | ----------------- |
|             | بنك التنمية الآسيوي                | 1966                   | 1966              |
|             | مؤسسة التنمية الدولية              | 20 أغسطس 1968          | 28 أكتوبر 1963    |
|             | يونسكو                             | 27 مايو 1950           | 9 يوليو 1951      |
|             | وكالة ضمان الاستثمار متعدد الأطراف | 12 أبريل 1988          | 5 أبريل 2000      |
|             | الأمم المتحدة                      | 28 سبتمبر 1950         | 14 ديسمبر 1955    |
|             | البنك الدولي للإنشاء والتعمير      | 13 أبريل 1967          | 5 يوليو 1961      |
|             | منتدى آسيان الإقليمي ‏              | ?                      | ?                 |
|             | منظمة حظر الأسلحة الكيميائية       | ?                      | ?                 |
|             | مؤسسة التمويل الدولية              | 23 أبريل 1968          | 29 يناير 1992     |
|             | أسيان                              | 8 أغسطس 1967           | 23 يوليو 1997     |
|             | منظمة الشرطة الجنائية الدولية      | 5 أكتوبر 1954          | ?                 |

## وصلات خارجية
- موقع وزارة الخارجية الإندونيسية
- موقع وزارة الخارجية اللاوسية